# Álvaro Sanz Catalán
Álvaro Sanz Catalán (Casp, Saragossa, 14 de febrer de 2001) és un futbolista aragonès que juga com a migcampista al Racing de Ferrol de la Segona Divisió.

## Trajectòria
Després del seu pas per les categories inferiors del Reial Saragossa, va marxar al futbol base del FC Barcelona el 2015 per jugar al Cadet "B".
Va debutar amb el primer equip el 2 de gener de 2022 després de múltiples baixes en el conjunt català, entrant com a suplent en una victòria per 0-1 enfront del RCD Mallorca en partit de la Primera Divisió espanyola.